# أوبل اوميغا
أوبل أوميغا إحدى الطرزات التي تم تسويقها من قبل الشركة الألمانية أوبل في جيلين ما بين عامين (1986 إلي 2003) وقد ظهر الجيل الأول من اوميغا في ألمانيا والسوق الاوربي عام 1987 وظهر الجيل الثاني بين عامين (1993 إلي 2003) وتم تسويق السيارة في السوق الأمريكي وأمريكا الجنوبية تجت شعار شيفروليه وكاديلاك بينما في بريطانيا تم تسويقها تحت شعار فوكسهول موتورز وتم تسويقها في أستراليا تحت شعار هولدن.
وانتهى تصنيع سيارة اوميغا في عام 2003 من دون بديل مباشر لشركة أوبل بينما بقى تصنعها في أستراليا حتي 2006.
تم تسويق أنواع أوميغا التي تم تجديدها في جميع أنحاء العالم، بما في ذلك في أمريكا الشمالية مثل كاديلاك كاتيرا، في بريطانيا العظمى باسم فوكسهول أوميغا وأمريكا الجنوبية باسم شيفروليه أوميغا. تم تصنيع الإصدارات المعاد هندستها في أستراليا منذ عام 1988 باسم هولدن كومودور (ومشتقاته) منذ عام 1999، والتي تم تصديرها بدورها إلى أمريكا الجنوبية باسم شيفروليه أوميغا والشرق الأوسط باسم شيفروليه لومينا.
توقف إنتاج أوميغا في عام 2003، بدون استبدال مباشر، باستثناء الإصدارات الأسترالية المعاد هندستها التي استمرت حتى عام 2006 كسيارة سيدان و 2007 في أشكال أخرى. بعد إخلاء قطاع السيارات التنفيذية، حاولت أوبل ملء فراغ السوق بإصدارات «باهظة الثمن» من نطاقات Vectra وSignum الموجودة آنذاك. في المملكة المتحدة، عادت Vauxhall إلى قطاع السوق في عام 2007 مع VXR8 .

## اوميغا أ
ظهرت سيارة اوميغا لأول مرة في سبتمبر عام 1986 كبديل مباشر لتعويض توقف إنتاج سيارة Opel Rekord وبدأ البيع في السيارة نوفمبر، وقد تمت تصميم السيارة من قبل شركة أوبل كتصميم دينميكي يتحدى الهواء واقتصادي في الوقود حيث شهده تلك الفترة ارتفاع عالي في أسعار الوقود، وكان التصميم رائع في استهلاك الوقود وقد كلف هذا المشروع شركة أول ملياري مارك ألماني.
وقد فازت السيارة بجائزة أفضل سيارة لعام 1987 وقد ظهرت في سيارة اوميغا العديد من التقنية التكنولوجية الحديثة السابقة لعصرها ذلك الوقت حيث كانت هذه التكنولوجيا جديدة بشكل عام علي شركة أوبل وعلي السوق الاوربي أيضا، حيث شملت هذه التقنية علي ادخال الكمبيوتر للسيارة والتحكم بها وكذلك ادخال الالتكرونات مثل عداد السرعة الإلكتروني وكذلك عداد استهلاك الوقود والمسافة المتبقية لاستهلاك الوقود، كذلك تم ادخال مكيف الهواء، وكذلك مكافح ABS

### محركات
استخدمت جميع طرازات أوميغا محركًا مثبتًا طوليًا مع إعداد الدفع بالعجلات الخلفية، مع ناقل حركة يدوي بخمس سرعات أو ناقل حركة أوتوماتيكي رباعي السرعات. يتكون نطاق المحرك من 1.8 L ، 2.0 L و 2.4 وحدات L أربع أسطوانات (وكذلك 2.0 لام، 2.3 L الديزل، و 2.3 L توربوديزل) إلى 2.6 L ، 3.0 L و 3.0 وحدات L-24v ست اسطوانات. استندت جميع محركات البنزين 1.8 لتر و 2.0 لتر إلى تصميم Family II ، بينما استندت وحدات الأسطوانات الست والأربع أسطوانات 2.4 لتر إلى عائلة محركات أوبل الأقدم ذات الكاميرات الرأسية.
في البرازيل، تم بيع السيارة باسم شيفروليه أوميغا وتعمل بنظام 2.0 L I4 (C20NE و C20YE) أو 3.0 محركات L I6 (C30NE) أوبل حتى عام 1994. منذ التوقف عن إنتاج أوميغا A في ألمانيا، احتاجت شركة جنرال موتورز البرازيلية إلى محركات جديدة لمواصلة الإنتاج و 2.0 تم استبدال L I4 بـ 2.2 محرك L I4 (C22NE) (116 حصان متري (85 كـو؛ 114 حصان) ، 197 نيوتن لكل متر (145 رطل·قدم))، و 3.0 تم استبدال L I6 بـ 4.1 L (250ci) شيفروليه مستقيم 6 محرك C41GE (168 حصان متري (124 كـو؛ 166 حصان) 285 نيوتن لكل متر (210 رطل·قدم))، والذي تم ضبطه بواسطة Lotus ومجهز بحقن وقود متعدد المنافذ. تم إنتاج شيفروليه أوميغا حتى عام 1998.
| البترول            |      |                            |                       |                                           |
| المحرك             | Cyl. | القوة                      | Torque                | ملاحضات                                   |
| 18NV 1.8i 8V       | I4   | 83 PS (61 كـو؛ 82 حصان)    | 135 ن·م (100 رطل·قدم) | MY 1986–87                                |
| 18SV 1.8           | I4   | 90 PS (66 كـو؛ 89 حصان)    | 148 ن·م (109 رطل·قدم) | MY 1986–87                                |
| E18NVR 1.8S        | I4   | 88 PS (65 كـو؛ 87 حصان)    | 143 ن·م (105 رطل·قدم) | MY 1987–90                                |
| 18SEH 1.8i         | I4   | 116 PS (85 كـو؛ 114 حصان)  | 160 ن·م (118 رطل·قدم) | MY 1986–92                                |
| C20NEJ 2.0i        | I4   | 99 PS (73 كـو؛ 98 حصان)    | 170 ن·م (125 رطل·قدم) | MY 1990–93                                |
| C20NEF 2.0i        | I4   | 101 PS (74 كـو؛ 100 حصان)  | 158 ن·م (117 رطل·قدم) |                                           |
| C20NE 2.0i         | I4   | 116 PS (85 كـو؛ 114 حصان)  | 170 ن·م (125 رطل·قدم) | MY 1986–93                                |
| 20SE 2.0i          | I4   | 122 PS (90 كـو؛ 120 حصان)  | 175 ن·م (129 رطل·قدم) | MY 1986–87                                |
| C24NE 2.4i         | I4   | 125 PS (92 كـو؛ 123 حصان)  | 195 ن·م (144 رطل·قدم) | MY 1988–93                                |
| C26NE 2.6i         | I6   | 150 PS (110 كـو؛ 148 حصان) | 220 ن·م (162 رطل·قدم) | MY 1990–93                                |
| C30LE 3.0i         | I6   | 156 PS (115 كـو؛ 154 حصان) | 230 ن·م (170 رطل·قدم) | MY 1986–88                                |
| 30NE 3.0i          | I6   | 177 PS (130 كـو؛ 175 حصان) | 240 ن·م (177 رطل·قدم) | MY 1986–90                                |
| C30NE 3.0Si        | I6   | 177 PS (130 كـو؛ 175 حصان) | 240 ن·م (177 رطل·قدم) | MY 1990–93                                |
| C30SEJ 3.0i 24V    | I6   | 200 PS (147 كـو؛ 197 حصان) | 265 ن·م (195 رطل·قدم) | MY 1990–93                                |
| C30SE 3000 24V     | I6   | 204 PS (150 كـو؛ 201 حصان) | 270 ن·م (199 رطل·قدم) | MY 1989–93 (Omega 3000)                   |
| C30XEI 3.0 Evo 500 | I6   | 230 PS (169 كـو؛ 227 حصان) | 280 ن·م (207 رطل·قدم) | MY 1991–1993 (Irmscher for Omega Evo 500) |
| 36NE 3.6i 12V      | I6   | 200 PS (147 كـو؛ 197 حصان) |                       | (Irmscher)                                |
| C36NE 3.6i 12V     | I6   | 197 PS (145 كـو؛ 194 حصان) |                       | (Irmscher)                                |
| C36NEI 3.6i 12V    | I6   | 200 PS (147 كـو؛ 197 حصان) |                       | (Irmscher)                                |
| C40SE 4.0i 24V     | I6   | 272 PS (200 كـو؛ 268 حصان) | 395 ن·م (291 رطل·قدم) | MY 1991–92 (Irmscher)                     |
| C36GET 3.6i 24V    | I6   | 377 PS (277 كـو؛ 372 حصان) | 557 ن·م (411 رطل·قدم) | MY 1991–92 (Omega Lotus)                  |
| الديزل             |      |                            |                       |                                           |
| المحرك             | Cyl. | القوة                      | Torque                | Notes                                     |
| 23YD 2.3 D         | I4   | 73 PS (54 كـو؛ 72 حصان)    | 138 ن·م (102 رطل·قدم) | MY 1986–93                                |
| 23YDT 2.3 TD       | I4   | 90 PS (66 كـو؛ 89 حصان)    | 190 ن·م (140 رطل·قدم) | MY 1986–88                                |
| 23DTR 2.3 TD       | I4   | 101 PS (74 كـو؛ 100 حصان)  | 218 ن·م (161 رطل·قدم) | MY 1988–93                                |

### مستويات القطع البارزة والمتغيرات الخاصة
كانت مستويات القطع الأساسية الأربعة هي LS و GL و GLS و CD (من الأقل إلى الأغلى). من الواضح أن طراز LS الأساسي كان مخصصًا لسوق الأسطول، مع عدم توفر السيدان للعملاء الفرديين في بعض الأسواق. كان LS Caravan متاحًا أيضًا كشاحنة لوحة مع نوافذ جانبية خلفية مغطاة، بورق ملون للجسم بدلاً من استبداله بألواح صلبة.
لعام 1991، تم إجراء عملية شد الوجه لأوميغا A ، والتي تضمنت تعديلات طفيفة على الواجهات الأمامية والخلفية، بالإضافة إلى المواد الداخلية ومخفف الصوت الإضافي. حتى ذلك الحين الأساس 1.8 تم إسقاط محرك L. كما تم تخفيض مستويات LS و GLS ، بينما انضم إلى القرص المضغوط Club و CD Diamant.

#### أوميغا ديامانت
تم تقديم حزمة الخيارات هذه في عام 1988، ويمكن إضافتها إلى نسخة GLS و LS و CD. تضمنت عجلات معدنية، وطلاء معدني، ونوافذ ملونة، وستيريو مع مشغل كاسيت، وتطعيمات جلدية متنوعة في الداخل، بالإضافة إلى شبكة مطلية ومرايا أبواب. انها تباع بشكل جيد وكان يحتفظ الحزمة بعد عملية شد وجه ونظام مماثل بنفس الاسم كان يستخدم لأوميغا B.

#### أوميغا 3000
كانت Omega 3000 هي النسخة الرياضية من مجموعة طرازات Omega A. تتميز بمحرك مستقيم 6 ، 3.0 لتر، اثني عشر صمامًا، أنتج 177 حصان متري (130 كـو) . تضمنت التعديلات الأخرى من النموذج الأساسي تعليقًا منخفضًا وفرق انزلاق محدود، بالإضافة إلى واجهات مختلفة وجناح خلفي. كانت سرعة السيارة القصوى 220 كيلومتر في الساعة (137 ميل/س) ، والتسريع من 0-100 كلم / س في 8.8 ثانية. كان الإصدار المحفز من المحرك في الأصل يحتوي على 156 حصان متري (115 كـو) فقط. تم إيقاف النموذج غير المحفز في أغسطس 1988. في البلدان التي تم فيها بيع Omega 3000 على أنه Vauxhall ، كان يطلق عليه Carlton GSi 3000.
في أكتوبر 1989، تلقت Omega 3000 محركًا اختياريًا جديدًا يحتوي على 24 صمامًا وعمودي كامات علويين ومشعب سحب متغير (نظام Opel Dual Ram). كما أنها تستخدم وحدة تحكم في المحرك أكثر تقدمًا. زادت القوة إلى 204 حصان متري (150 كـو) ، مما أدى إلى زيادة السرعة القصوى إلى 240 كيلومتر في الساعة (149 ميل/س) و0-100 انخفض الوقت كم / ساعة إلى 7.6 ثانية. في الوقت نفسه، زاد إنتاج الإصدار المحفز ثنائي الصمامات إلى 177 حصان متري (130 كـو) ، نفس الأصل غير المحفز.

#### أوميغا إيفولوشن 500

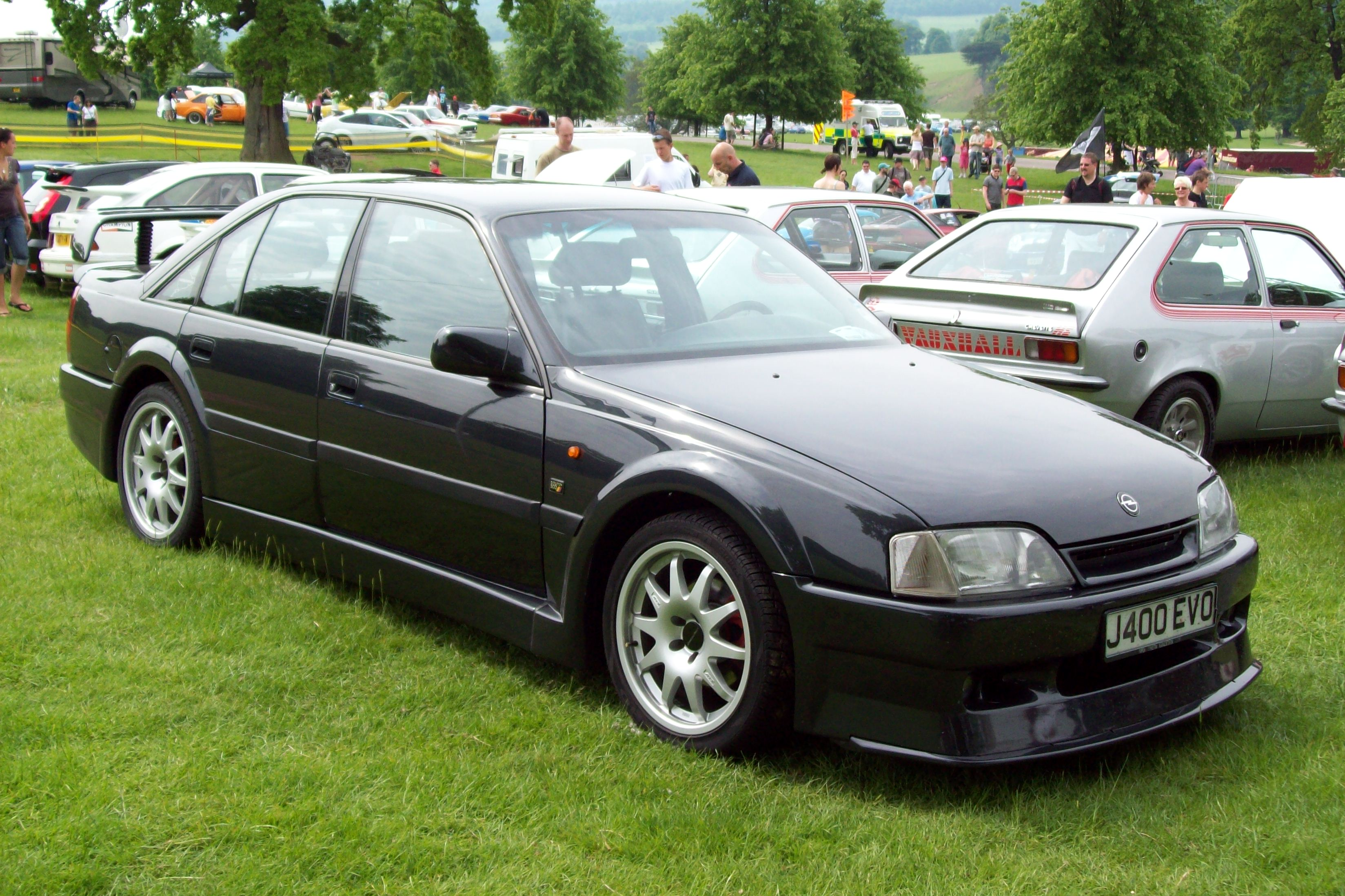
أوميغا إيفولوشن 500

كان هذا نموذجًا محدودًا تم إنتاجه مع Irmscher . تم بناؤه حتى تتمكن أوبل من المنافسة في DTM . كان للسيارة ثلاثة لترات على التوالي - 6 تنتج 230 كبح حصاني (172 كـو؛ 233 PS) . تسارعت السيارة من 0-100 كلم / ساعة في 7.5 ثانية وكانت سرعتها القصوى 249 كيلومتر في الساعة (155 ميل/س) .
كان إصدار السباق المستخدم على المسار 380 كبح حصاني (283 كـو؛ 385 PS) ، تسارع إلى 100 كيلومتر في الساعة (62 ميل/س) في في حوالي 5 ثوانٍ، ويمكن أن تصل إلى 300 كيلومتر في الساعة (186 ميل/س) تقريبًا. ومع ذلك، لم تحقق نجاحًا كبيرًا.

#### لوتس أوميغا
في عام 1989، أقرت شركة أوبل إصدارًا عالي الأداء من Omega تم بناؤه بالتعاون مع Lotus . تم تسمية هذا الإصدار باسم لوتس أوميغا أو لوتس كارلتون اعتمادًا على ما إذا كانت السيارة الأساسية قد بيعت كأوبل أوميغا أو فوكسهول كارلتون في الأسواق الأوروبية الخاصة بها. تم تصنيع السيارة باستخدام مجموعة متنوعة من الأجزاء من موردي ومصنعي جنرال موتورز الآخرين. استند المحرك إلى معيار أوبل 3.0 لتر 24 صمامًا، والذي تم تسليمه إلى Lotus للتعديل.

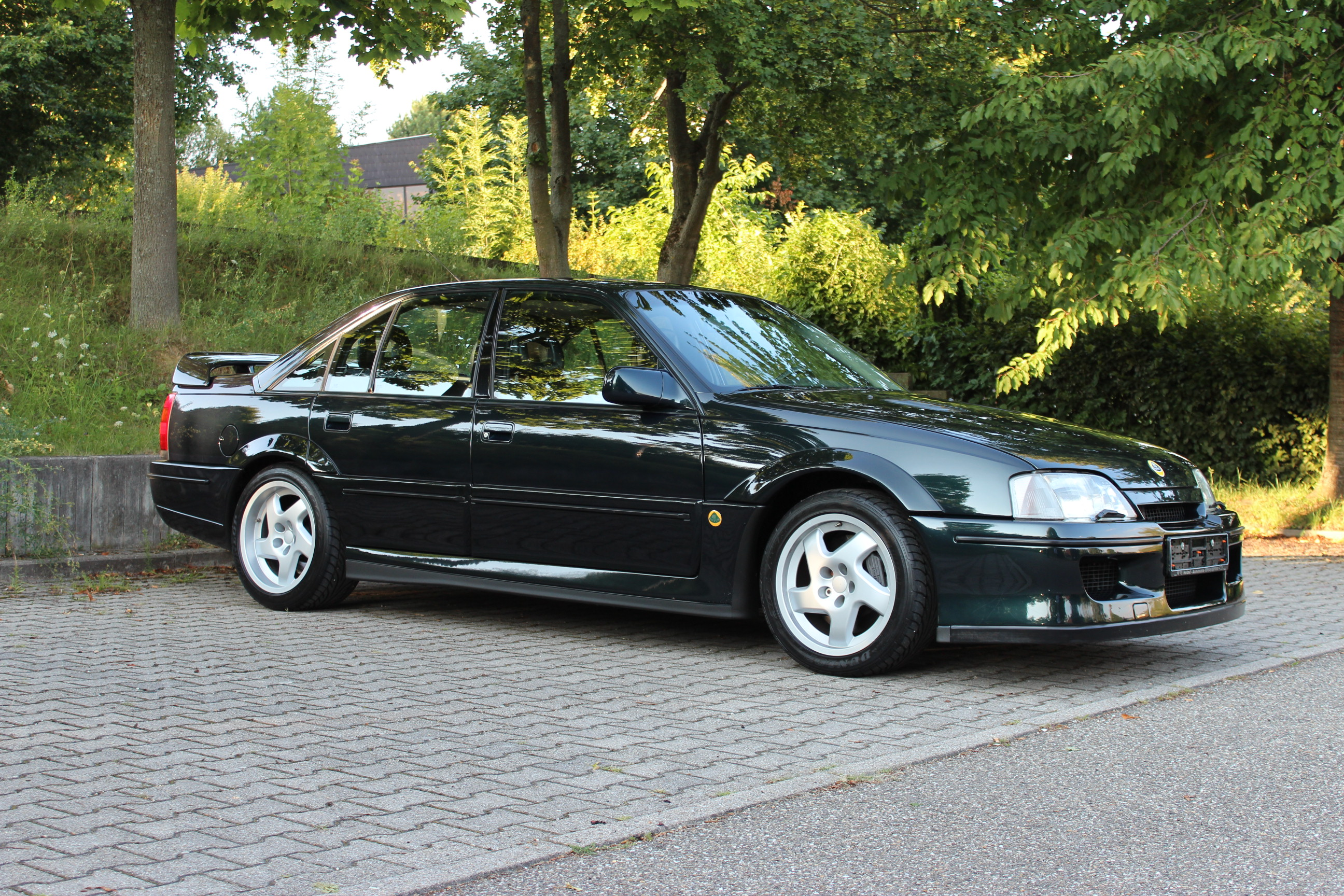
لوتس أوميغا

نتيجة لذلك، ارتفعت سعة المحرك إلى 3.6 لتر؛ بالإضافة إلى ذلك، تم تركيب شاحنين توربينيين من طراز Garrett T25 جنبًا إلى جنب مع مبرد داخلي مبرد بالماء. تم أيضًا تعديل إدارة المحرك وتغيير الإشعال إلى نوع AC Delco (نفس النظام الذي يستخدمه Lotus Esprit). كانت النتيجة 377 كبح حصاني (281 كـو؛ 382 PS) محرك عالي الأداء.
ورثت أوميغا أيضًا فارقًا أكبر من هولدن كومودور مع 45٪ LSD ، في حين أن علبة التروس كانت علبة تروس ZF يدوية من ست سرعات مثبتة على كورفيت ZR1 . تم تصنيع الإطارات حسب الطلب بواسطة Goodyear ، ويمكن التعرف عليها بالحرف اليوناني الصغير Ω (Omega) على الجانب. كانت هذه مطلوبة لأن هذه السيارة يمكن أن تصل إلى 280 إلى 300 كيلومتر في الساعة (186 ميل/س) ، مما جعل أوميغا أسرع سيدان إنتاج في العالم في ذلك الوقت.
كانت هذه حقيقة مثيرة للجدل نظرًا لأن كبار المصنعين الألمان الآخرين الذين ينتجون سيارات عالية الأداء كانوا يقومون بتركيب محددات السرعة لعدم السماح بسرعات قصوى أعلى من 250 كيلومتر في الساعة (155 ميل/س) . ال 1,663 كيلوغرام (3,666 رطل) السيارة متسارعة من 100 كيلومتر في الساعة (62 ميل/س) في 5.3 ثانية، 0- 160 كيلومتر في الساعة (99 ميل/س) في في 11.5 ثانية.

## اوميغا ب
كانت سيارة أوميغا بي 1994 سيارة جديدة بالكامل بتصميم خارجي حديث، ولكن هيكلها تقليدي بالدفع الخلفي. كان نطاق المحركات جديدًا تمامًا. تم تجديد طراز MV6 وبيعه في الولايات المتحدة باسم كاديلاك كاتيرا بين عامي 1997 و 2001. تم أيضًا تعديل منصة Omega B لتشكيل أساس الجيل الثالث الأسترالي Holden Commodore حتى عام 2006، بدءًا من سلسلة VT لعام 1997.
كانت هذه سيارة العام الأيرلندية Semperit لعام 1995 في أيرلندا، و 1995 RJC سيارة العام لاستيراد سيارة العام في اليابان.
ظهرت صور مسربة لنموذج استوديو التصميم، الذي يضم شارات أوبل ولوحات "D"، في أوروبا في فبراير 1990. وصفت وسائل الإعلام في ذلك الوقت السيارة الصالون الجديدة بأنها كوبيه، وتكهن بإصدارها في عام 1992 أو 1993. وفي الوقت نفسه، كانت كاديلاك أورورا التي قدمتها جنرال موتورز في معرض شيكاغو للسيارات عام 1990 في فبراير، السيارة النموذجية التي تشبه إلى حد كبير أسلوب تصميم أوميغا بي النهائي.

### المحركات
| محرك                   | سيل.  | قوة                               | عزم الدوران                     | ملاحظات     |
| ---------------------- | ----- | --------------------------------- | ------------------------------- | ----------- |
| X20SE 2.0i 8 فولت      | I4    | 116 حصان متري (85 كـو؛ 114 حصان)  | 172 نيوتن لكل متر (127 رطل·قدم) | 1994-99     |
| X20XEV 2.0i 16 فولت    | I4    | 136 حصان متري (100 كـو؛ 134 حصان) | 185 نيوتن لكل متر (136 رطل·قدم) | 1994-99     |
| X25XE 2.5i 24 فولت     | V6    | 170 حصان متري (125 كـو؛ 168 حصان) | 227 نيوتن لكل متر (167 رطل·قدم) | 1994 - 2000 |
| X30XE 3.0i 24 فولت     | V6    | 211 حصان متري (155 كـو؛ 208 حصان) | 270 نيوتن لكل متر (199 رطل·قدم) | 1994 - 2000 |
| ديزل                   |       |                                   |                                 |             |
| محرك                   | سيل.  | قوة                               | عزم الدوران                     | ملاحظات     |
| X20DTH 2.0 DTI 16 فولت | I4    | 101 حصان متري (74 كـو؛ 100 حصان)  | 205 نيوتن لكل متر (151 رطل·قدم) | 1998-2000   |
| U25TD 2.5 TD           | أنا 6 | 132 حصان متري (97 كـو؛ 130 حصان)  | 250 نيوتن لكل متر (184 رطل·قدم) | 1994 - 2000 |
| X25TD 2.5 TD           | أنا 6 | 133 حصان متري (98 كـو؛ 131 حصان)  | 250 نيوتن لكل متر (184 رطل·قدم) | 1996-2000   |

## اوميغا V8
كانت أوبل تهدف إلى التنافس مع BMW الفئة الخامسة ومرسيدس بنز الفئة E ، وقررت وضع محرك V8 في ما كان في ذلك الوقت، الطراز الرائد أوبل أوميغا. كانت هناك نماذج أولية لنسخة السيدان والعربة (مجهزة بأنظمة الوسائط المتعددة، واسمها V8.com).
كان من المفترض أن يكون مشروع السيارة النموذجية V8.com «مكتبًا متنقلًا» تم بناؤه على عربة ستيشن أوميغا التي امتدت بمقدار 130 ملم، لتوفير مساحة أكبر للركاب ومعدات إضافية؛ تحتوي على 9.5 منفصلة شاشات LCD مقاس بوصة لجميع الركاب، وإمكانية الوصول إلى الإنترنت ونظام الهاتف المحمول المدمج في مؤتمرات الفيديو مع كاميرات وميكروفونات منفصلة توفر للركاب تشغيلاً حر اليدين - ومن هنا جاء الاسم.
تم تجهيز السيارة أيضًا بمصابيح Xenon الأمامية ونظام الإضاءة الأمامية المتقدم (AFS)، والذي يمكن ضبطه تلقائيًا حسب ظروف الطريق. كان مدعومًا بمحرك GM LS1 V8.
ظهرت السيارة لأول مرة في معرض فرانكفورت للسيارات في سبتمبر 1999.
كانت أوبل تخطط لترقية طراز أوميغا الرائد بمحرك GM LS1 V8 قوي يستخدم في شيفروليه كورفيت. على عكس V8.com التي كانت سيارة مفهوم، تم تصميم هذا الطراز للدخول في الإنتاج التسلسلي. تم عرض أوميغا V8 علنًا لأول مرة في معرض جنيف للسيارات السبعين (2-12 مارس 2000). كان من المقرر طرح نسخة المحرك V8 للبيع في خريف عام 2000.
كانت أسباب إلغاء خطط الإنتاج هي المخاوف بشأن ما إذا كان المحرك vollgasfest (الألمانية، «مقاومة كاملة للخانق»). كان هناك خوف من أن يسخن المحرك أكثر من اللازم ويتلف إذا تم دفعه للخارج على الطريق السريع لفترات طويلة من الزمن. قامت هولدن بتجهيز كومودور (الذي كان أوميغا معاد تصميمه للسوق الأسترالية) بنفس المحرك. تم استخدام نسخة من هذه المنصة لسيارة هولدن مونارو التي تم تسويقها في الولايات المتحدة على أنها الجيل الرابع من بونتياك جي تي أو، وفي المملكة المتحدة باسم فوكسهول مونارو.

## الأسواق العالمية
- في المملكة المتحدة، تم تسويق أوميغا أ على أنها الجيل الثاني من فوكسهول كارلتون (الجيل الأول من فوكسهول كارلتون بعد إعادة تسمية أوبل ريكورد) إي 2، وجيل أوميغا بي باسم فوكسهول أوميغا. بين عامي 2001 و 2007، باعت فوكسهول سيارة مونارو الكوبيه الأسترالية الصنع، والتي كانت مشتقة من هولدن كومودور، والتي تعتمد نفسها على منصة أوميغا بي.
- في البرازيل، بين عامي 1991 و 1998، تم بناء أوميغا أ وتسويقها على أنها شيفروليه أوميغا سيدان أو أوميغا سوبريما في ستيشن واغن. بين عامي 1999 و 2006، كانت شيفروليه هي سيارة هولدن كومودور المشتقة من أوميغا بي والمستوردة من أستراليا.
- في أمريكا الشمالية، تم تسويق نسخة مصممة بشارة من Omega B و Omega B FL على أنها كاديلاك كاتيرا. بين عامي 2004 و 2006، أعادت بونتياك تقديم وبيع GTO كسيارة كوبيه على أساس مونارو الأسترالية الصنع، والتي كانت مشتقة من هولدن كومودور.
- في أستراليا، تم تصنيع الإصدارات المعاد هندستها من أوبل أوميغا أ من قبل هولدن (شركة تابعة لجنرال موتورز) كالجيل الثاني من كومودور ومشتقاته (بما في ذلك عربات قاعدة العجلات الطويلة، وسيارات السيدان الفاخرة، ستيتسمان وكابريس) بين 1988 و 1997 بين عامي 1997 و 2006، قامت هولدن بتكييف أوميغا بي لجيلها الثالث باسم كومودور ومشتقاته، والتي تضم الآن أيضًا سيارة مونارو كوبيه.

تتميز سيارات السيدان الأسترالية الأكبر حجمًا في جميع أبعاد الهيكل بتصميمات تعليق أقل تطوراً وتصميم داخلي مختلف ومحركات بنزين فقط تتراوح من محرك Buick المشتق من V6 سعة 3.8 لترًا بين عامي 1988 و 2004 أو 5.0 لتر V8 بين عامي 1988 و 1999 تم تصنيعهما بواسطة هولدن، إلى الجديد 3.6 لتر V6 من 2004 بنيت أيضا والتي تصدرها هولدن والمستوردة بالكامل شفروليه محركات V8، بدءا من الإصدار 5.7 لتر في عام 1999، ورفع مستواها إلى 260 كيلوواط إصدار 6.0 لتر في عام 2006. كانت هذه المركبات متوفرة على قدم المساواة في نيوزيلندا.
منذ عام 1999، تم تصدير الجيل الثاني من هولدن كومودور القائم على أوميغا بي ومشتقاته إلى أمريكا الشمالية والبرازيل والمملكة المتحدة في شكل سيدان وكوبيه كما هو مذكور أعلاه، ولكن أيضًا كشيفروليه لومينا في الشرق الأوسط وجنوب إفريقيا. تم تصدير سيارة هولدن كومودور الفاخرة ذات قاعدة العجلات الطويلة لعام 1999، سلسلة WH-series Statesman / Caprice ، إلى الشرق الأوسط باعتبارها الجيل الخامس من هولدن كابريس. في عام 2005، بصفتها WK Statesman ، تم بيع هذه السيارة في الصين باسم Buick Royaum وفي كوريا باسم Daewoo Statesman.

## نهاية أوميغا
في المملكة المتحدة، أثبتت Vauxhall Omega أنها صالون ناجح  على الرغم من كونها مذكورة في العديد من المراجعات بسبب الاستهلاك الشديد  وعدم الموثوقية. كانت أوميغا وكارلتونز مشهدين بشكل منتظم على طرق المملكة المتحدة، وهما يرتديان كسوة الشرطة الرياضية وكسيارات مراقبة مرور سرية. ومع ذلك، بعد أربع سنوات فقط من تقديم أحدث تجسيد لها، أوميغا B2 ، وسبعة عشر عامًا منذ إدخال أوميغا أ، انتهى إنتاج هذا النموذج دون خليفة. في 25 يونيو 2003، خرجت آخر أوميغا من المصنع في روسلسهايم - كانت 3.2 فضية L V6 Omega B2 رقم 797011.
بعد زوال منافسيها المباشرين، Ford Scorpio وRover 800 ، الأولى بسبب تصميمها المثير للجدل، وجدت أوبل / فوكسهول نفسها تتنافس ضد BMW's 5 Series ، مع نجاح ضئيل في المبيعات. بصرف النظر عن طرازات هولدن كومودور الأسترالية المعاد هندستها والتي استمرت حتى عام 2006 لسيارة السيدان (العربات والمرافق حتى عام 2007)، انتهى إنتاج أوميغا في عام 2003 دون استبدال مباشر. في أوروبا، تم سد الفجوة في النطاق بشكل غير مباشر من خلال إصدارات أكثر «تكلفة» من Vectra وSignum الموجودة في ذلك الوقت. تم بيع المخزونات المتبقية من السيارة في عام 2004.
ظهرت قصص وصور فوتوغرافية لخليفة «جديد» في مطبعة السيارات بعد عام واحد. ومع ذلك، في حالة Auto Express ، عرض مقال أكتوبر 2004 ببساطة سيارة مفهوم هولدن تورانا TT36 ، والتي قامت بدورها بمعاينة هولدن كومودور 2006. ومع ذلك، ساهمت هولدن في بقاء شارة أوميغا حية بواسطتها، لنموذج مستوى الدخول الخاص بعميدها الجديد. على عكس الموديلات السابقة منذ عام 1978، لم تعد هولدن الجديدة هذه تعتمد على منصة أوميغا.
اعتبارًا من يوليو 2020، لم يتبق سوى 3297 Vauxhall Omegas و 306 Carltons (بما في ذلك بعض Rekords rebadged) على الطريق في المملكة المتحدة.